# Каваллирио
Каваллирио (итал. Cavallirio) — коммуна в Италии, располагается в регионе Пьемонт, в провинции Новара.
Население составляет 1212 человека (2008 г.), плотность населения составляет 152 чел./км². Занимает площадь 8 км². Почтовый индекс — 28010. Телефонный код — 0163.
Покровителем коммуны почитается святой  Гауденций из Новары, празднование 22 января.
.

## Демография
Динамика населения:

## Администрация коммуны
- Официальный сайт: http://www.comune.cavallirio.novara.it/ Архивная копия от 21 июня 2010 на Wayback Machine